# Котерево
Котерево — деревня в Лучинском сельском поселении Истринского района Московской области. Население — 53 чел. (2010), в деревне 2 улицы. С Истрой деревня связана автобусным сообщением (автобус № 29).
Находится примерно в 3 км на юг от Истры, высота над уровнем моря 205 м. Ближайшие деревни — на западе Буньково, с севера примыкает посёлок пансионата «Берёзка», чуть дальше — Глинки, на востоке — Вельяминово, с юга к деревне примыкает новый микрорайон Истры.

## Население
| 2002 | 2006 | 2010 |
| ---- | ---- | ---- |
| 41   | ↘34  | ↗53  |